# ジュラシック・ワールド/サバイバル・キャンプ
『ジュラシック・ワールド/サバイバル・キャンプ』（原題：Jurassic World Camp Cretaceous）とは、2020年9月18日にNetflixのWebテレビシリーズとして配信放送の、映画『ジュラシック・パーク』シリーズの映画『ジュラシック・ワールド』に関連したコンピュータグラフィックを用いたアニメ。ジュラシックワールドの裏で起こっていた事件を描いている。

## 要素
Netflixとドリームワークス・アニメーションの共同制作で、『ジュラシック・パーク』シリーズの公式設定のアニメ作品となる。また、本作はアンブリン・パートナーズとドリームワークス・アニメーション初となる共同製作作品である。2019年にコンピュータアニメーションとしてNetflixにて放送する事が発表された。映画『ジュラシック・ワールド』に関連した作品となっており、映画の最中に起きた物語を描いており、イスラ・ヌブラル島の反対側のジュラシック・ワールドの新しいアドベンチャー・キャンプの施設である「キャンプ・クリテイシャス」に参加する為に選ばれた6人の少年少女達が、ジュラシック・ワールド事件で恐竜が島中で暴れる大災害が起きた時、6人が乗ったキャンピングカーは立ち往生してしまい、少年少女達は逃げ出した恐竜の攻撃から逃げ、何とかフェリー乗り場にたどり着くが、すでにフェリーは出発しており、6人は島に取り残されてしまう。6人の少年少女達は協力し合い、島からの脱出を試みると言う物語。

## 登場人物
ダリウス・ボーマン（Darius Bowman）
声 - ポール・マイケル・ウィリアムズ、日本語吹替 - 佐藤元
この物語の主人公。ジュラシック・ワールドのイスラ・ソルナ島から脱出するVRゲームに勝ちイスラ・ヌブラル島の「キャンプ・クリテイシャス」に参加する権利を得た。キャンプに参加する少年少女達のリーダー格であり、生涯「ジュラシック・ワールド」に来る事を夢見てきた、熱心な恐竜愛好家の少年。
ブルックリン（Brooklynn）
声 - ジェナ・オルテガ、日本語吹替 - 内田真礼
「キャンプ・クリテイシャス」のキャンプに参加する6人の1人で、ソーシャルメディア感覚の少女。
ケンジ・コン（Kenji Kon）
声 - ライアン・ポッター 、日本語吹替 - 増田俊樹
キャンプに参加する6人の1人で、イスラ・ヌブラル島のコンドミニアムに投資したビジネスマンの息子で、自薦VIPの少年。
サミー・グティエレス（Sammy Gutierrez）
声 - レイニ・ロドリゲス、日本語吹替 - 水瀬郁
「キャンプ・クリテイシャス」のキャンプに参加する6人の1人で、社交的でキャンプに熱心な少女。彼女の家族経営の牧場が「ジュラシック・ワールド」に牛肉を供給している。
ベン・ピンクス（Ben Pincus）
声 - ショーン・ジアンブローネ、日本語吹替 - 望海将太郎
「キャンプ・クリテイシャス」のキャンプに参加する6人の1人で敏感で本好きな少年。両親は「ジュラシック・ワールド」で働く従業員。研究所で生まれたアンキロサウルスの赤ちゃんに懐かれていた。インドミナス・レックスの攻撃からの脱出後、「バンピー」と名付けられたその赤ちゃんアンキロサウルスも一緒に連れていく事となった。
ヤスミナ・ファビュラ（Yasmina Fadoula）
声 - カウサール・モハメド、日本語吹替 - 河合ゆめの
「キャンプ・クリテイシャス」のキャンプに参加する6人の1人でやや内気で内向的な性格をしたアスリートの少女。
ロキシー（Roxie）
声 - ジャミーラ・ジャミル、日本語吹替  - 山根舞
やや厳格だが良質で責任感のある「キャンプ・クリテイシャス」のキャンプカウンセラーの女性。
デイヴ（Dave）
声 - グレン・パウエル、日本語吹替 - 中谷一博
やや間抜けで気楽な性格の「キャンプ・クリテイシャス」のキャンプカウンセラーの男性。
ヘンリー・ウー（Dr. Henry Wu）
声 - グレン・チュン 、日本語吹替 - 水内清光
「ジュラシック・ワールド」の遺伝子学者。
ミスター・DNA
声 - ジェフ・バーグマン
フレデリック・ボーマン（Fredrick Bowman）
声 - ケストン・ジョン 、日本語吹替 - 飯島肇
ダリウスの父親。故人で息子のダリウスと同様に恐竜愛好家でもあった。
ブレンドン・ボーマン（Brendon Bowman）
声 - ベンジャミン・フローリーズ・ジュニア
ダリウスの兄。
エディー（Eddie）
声 - ジェームズ・アーノルド・テイラー 、日本語吹替 - 上住谷崇
ヘンリー・ウーの助手。ジュラシック・ワールド事件で恐竜が脱出した為、誕生日が中断された。
メリウェザー博士（Dr. Meriwether）
声 - フィル・バックマン
ダリウスがプレイしたジュラシック・ワールドのイスラ・ソルナ島から脱出するVRゲームに登場するノンプレイヤーキャラクター。ダリウスが最初にゲームプレイした時、彼はヴェロキラプトルの群れに殺された。

## 登場予定の恐竜
- アンキロサウルス  Ankylosaurus

バンピー（Bumpy）
「ジュラシック・ワールド」の研究所で生まれた個体で、刷り込みの影響でベンに懐いている。
　インドミナス・レックスに襲われるも研究所から脱出し、ベン達6人の少年少女と一緒に行動する事となる。
- バリオニクス Baryonyx
- ブラキオサウルス Brachiosaurus
- カルノタウルス Carnotaurus

ブル（Toro）
「ジュラシック・ワールド」で飼育されている個体で、顔の右半面に傷がある。
　パドックに侵入しようとしたダリウスを食べようとして以来、執拗に彼らを付け狙う。
- ケラトサウルス Ceratosaurus
- ディモルフォドン Dimorphodon
- インドミナス・レックス Indominus Rex
- モササウルス Mosasaurus
- パラサウロロフス Parasaurolophus
- プテラノドン Pteranodon
- スコーピオス・レックス Scorpios Rex

インドミナス・レックスより先に生み出されたハイブリッド恐竜の第1号で、コードネームは｢E750｣のコードネームを与えられている。
外見はインドラプトルに似ているが、カルノタウルスの遺伝が強いため寸詰まりな頭部をしており、赤い瞳はピット器官のように熱を探知できる。更にフサカサゴ属のDNAを組み込まれている影響で羽毛が毒針となっており、体格で遥かに勝るブラキオサウルスすら仕留めることが出来る。加えて単為生殖が可能であり、劇中では親子の2頭が登場したが、凶暴な性格のためヴェロキラプトルのような社会性は皆無。
その醜悪な外見と狂暴性から、展示個体・生体兵器の両方において不適と判断され、ヘンリーによって冷凍保存される形で封印されていた。だがインドミナス・レックスの脱走によるインフラの完全ダウンによって復活を果たし、ダリウス達に襲い掛かる。
- シノケラトプス Sinoceratops
- ステゴサウルス Stegosaurus
- スティギモロク Stygimoloch
- トリケラトプス Triceratops
- ティラノサウルス・レックス Tyrannosaurus rex
- ヴェロキラプトル Velociraptor

## 登場する施設及びメカニック
キャンプ・クリテイシャス（Camp Cretaceous）
「ジュラシック・ワールド」のテーマパークの一部としてイスラ・ヌブラル島の反対側に新しく建てられた公園内にあるサマーキャンプ施設。子供や10代のティーンエイジャーたちが公園内で公園や恐竜を学びながら滞在する事を目的に造られた夏の季節限定のキャンプ。森林に囲まれた公園内に子供たちが泊まるためのキャンプやジップラインなどのアウトドアレジャーのアトラクションやキャンプに参加した子供達が見学出来る恐竜を造る為の科学総合施設の研究所があり、遺伝子学者ヘンリー・ウーが恐竜を造りの実験を行っている。キャンプに使用する車両がある。ダリウス・ボーマン、ブルックリン、ケンジ・コン、サミー・グティエレス、ベン・ピンクス、ヤズ・ファビュラの6人の少年少女達がキャンプに参加した。クレア・ディアリングの甥であるグレイ・ミッチェルとザック・ミッチェルの兄弟もキャンプに参加予定であったがジュラシック・ワールド事件で叶わなかった。キャンプはジュラシック・ワールド事件で逃げ出したインドミナス・レックスに破壊された。
ジュラシック・ワールドのVRゲーム
ダリウスがプレイした「マスラニ・グローバル社」がコンテストの一環として使用したVRゲーム
。ゲームをクリアして勝利すると、「ジュラシック・ワールド」の新しいキャンプ・アトラクション施設の「キャンプ・クリテイシャス」に無料で参加できた。ゲーム内容はメリウェザー博士と言う案内役のキャラクターと一緒にヘリコプターの救助が来るポイント地点まで肉食恐竜から逃げイスラ・ソルナ島から脱出すると言うもの。ダリウスが最初にプレイした時、メリウェザー博士がヴェロキラプトルの群れに殺され、自身もティラノサウルスに殺されゲームオーバーだった。2回目の挑戦でダリウスはゲームクリアし「キャンプ・クリテイシャス」の参加を獲得した。ゲームをクリアするとミスター・DNAに祝福される。